# بالتاسار ريجو
بالتاسار ريجو (بالإسبانية: Baltasar Rigo Cifre) هو لاعب كرة قدم إسباني في مركز الدفاع، ولد في 26 يونيو 1985 في كامبوس في إسبانيا. لعب مع ريال مايوركا ب ونادي ألميريا ب ونادي ألميريا ونادي تينيريفي ونادي جيرونا ونادي غيخيليو ونادي هويسكا ونومانسيا.

## وصلات خارجية
- بالتاسار ريجو على موقع قاعدة بيانات كرة القدم.إي يو (الإنجليزية)
- بالتاسار ريجو على موقع Soccerway.com (الإنجليزية)
- بالتاسار ريجو على موقع AS.com (الإسبانية)